# Luitpold Prinz von Bayern

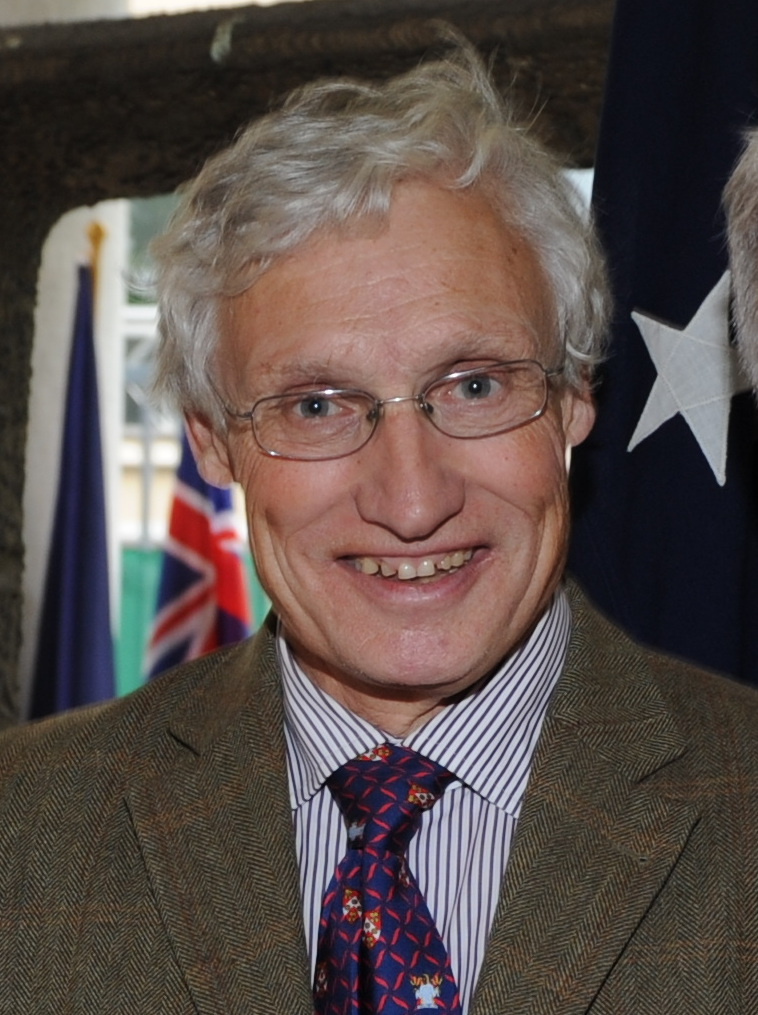
Luitpold Prinz von Bayern (2012)

Luitpold Rupprecht Heinrich Prinz von Bayern (* 14. April 1951 in Schloss Leutstetten, Starnberg) ist ein bayerischer Unternehmer sowie ein Angehöriger des Hauses Wittelsbach. Er ist ein Urenkel des letzten Königs von Bayern Ludwigs III. und dessen Gemahlin Königin Marie Therese, sowohl von der Seite des Vaters als auch von der Seite der Mutter her, da die beiden Großväter Brüder waren. In väterlicher Linie stammt er vom dritten Sohn des Königspaares, Franz Maria Luitpold von Bayern, in mütterlicher vom ältesten Sohn, Kronprinz Rupprecht, ab. Er ist Zweiter in der Erbfolge des gegenwärtigen Oberhaupts der Wittelsbacher, Franz Herzog von Bayern, nach dessen Bruder Max Emanuel Herzog in Bayern.

## Leben

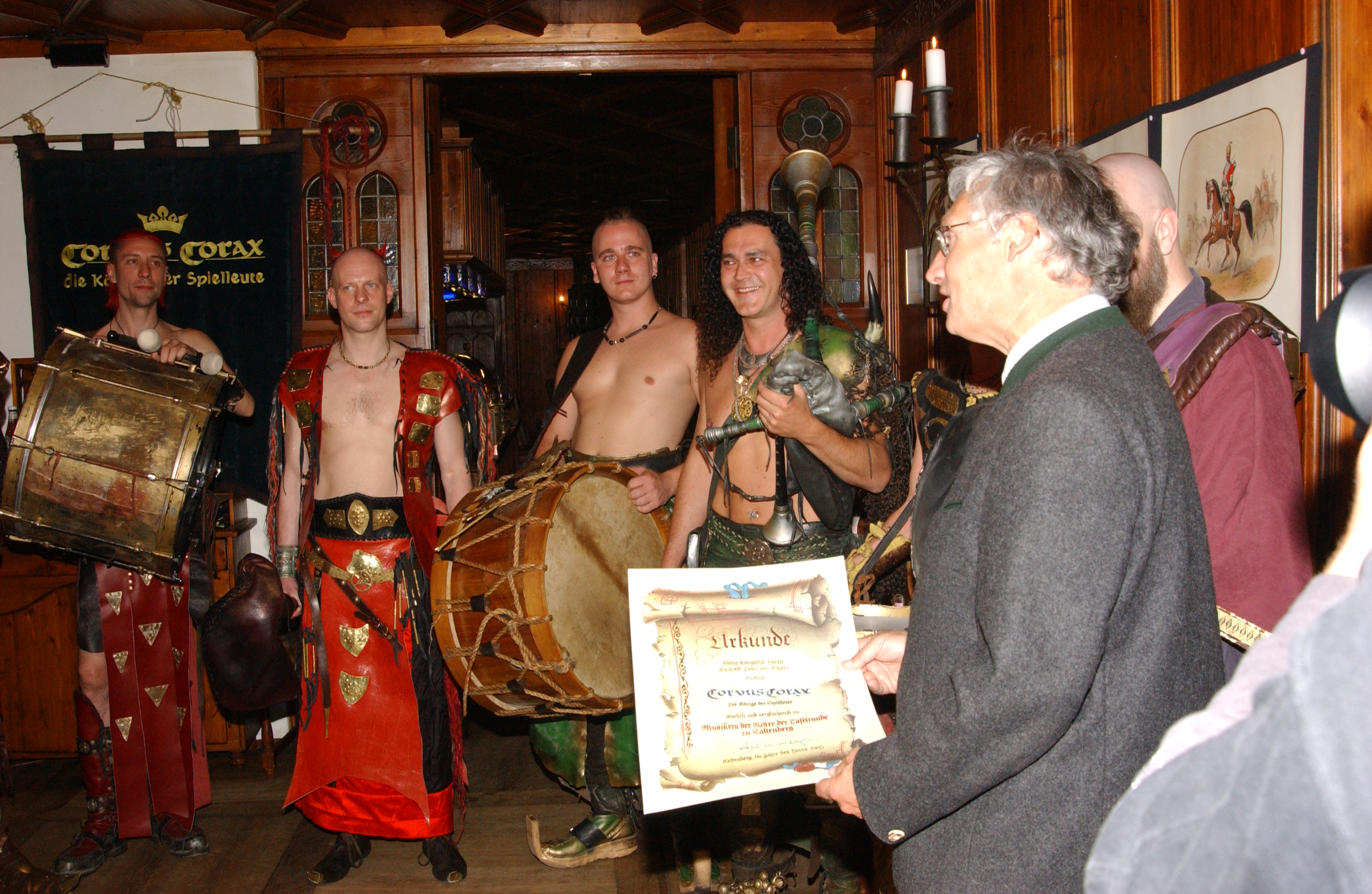
Luitpold Prinz von Bayern bei Verleihung einer Urkunde an die Musikgruppe Corvus Corax

Luitpold Prinz von Bayern wurde als Kind von Ludwig Karl Maria Prinz von Bayern (1913–2008) und dessen Cousine Irmingard Prinzessin von Bayern (1923–2010) geboren.
Er studierte in München Jura und führt seit 1976 die Geschäfte der König Ludwig Schloßbrauerei Kaltenberg und ist zudem Geschäftsführer der König Ludwig International GmbH & Co. KG. 1979 gründete er das Kaltenberger Ritterturnier. Im Oktober 2011 übernahm er darüber hinaus die Porzellanmanufaktur Nymphenburg.
Neben seinen beruflichen Aufgaben betätigt sich Luitpold auch ehrenamtlich. So ist er im Außenhandelsausschuss der IHK München/Oberbayern und im Vorstand der Familienunternehmer Bayerns tätig und war Kuratoriumsvorsitzender beim ehemaligen Max-Planck-Institut für Ornithologie (jetzt Max-Planck-Institut für biologische Intelligenz).
Am 25. Juni 1979 heiratete er in Starnberg Katharina Beatrix Wiegand (* 19. September 1951), eine Tochter des Architekten Gerd Wiegand. Die beiden haben zwei Töchter und drei Söhne:
- Auguste Marie Philippa (* 1979) ⚭ Ferdinand Prinz zur Lippe-Weißenfeld (* 1976)
- Alice Isabella Maria (* 1981) ⚭ Lukas Prinz von Auersperg (* 1981)
- Ludwig Heinrich (* 1982) ⚭ Sophie-Alexandra Evekink (* 1989)
- Heinrich Rudolf (* 1986) ⚭ Hennriette Gruse (* 1982)
- Karl Rupprecht (* 1987)

Da der derzeitige Chef des Hauses Wittelsbach, Franz Herzog von Bayern, und dessen Bruder Max Emanuel Herzog in Bayern keine männlichen Nachkommen haben, wird deren Nachfolge als Chef des Hauses künftig auf Luitpold übergehen, danach auf dessen erstgeborenen Sohn Ludwig Prinz von Bayern. Hausrechtlich dem Hausgesetz entsprechend für ebenbürtig erklärt ist die Ehe von Luitpold Prinz von Bayern gemäß Urkunde seit dem 3. März 1999.
Luitpold lebt seit einigen Jahren auf Schloss Bullachberg in Schwangau in Sichtweite zu den Königsschlössern Neuschwanstein und Hohenschwangau.

## Ämter
Luitpold ist Kommodore des Bayerischen Yacht-Clubs.

## Auszeichnungen
- 2000 Bayerischer Verdienstorden[7] und Bayerischer Bierorden
- 2005 Verdienstkreuz am Bande des Verdienstorden der Bundesrepublik Deutschland[8]

## Vorfahren
| Ahnentafel Luitpold Prinz von Bayern                  | Ahnentafel Luitpold Prinz von Bayern                                                                         | Ahnentafel Luitpold Prinz von Bayern                                                                                        | Ahnentafel Luitpold Prinz von Bayern                                                               | Ahnentafel Luitpold Prinz von Bayern                                                                  | Ahnentafel Luitpold Prinz von Bayern                                                                          | Ahnentafel Luitpold Prinz von Bayern                                                                          | Ahnentafel Luitpold Prinz von Bayern                                                                         | Ahnentafel Luitpold Prinz von Bayern                                                                               |
| ----------------------------------------------------- | --- | --- | -------------------------------------------------------------------------------------------------- | --- | --- | --- | --- | --- |
| Ururgroßeltern                                        | Prinzregent Luitpold von Bayern (1821–1912) ⚭ 1844 Erzherzogin Auguste Ferdinande von Österreich (1825–1864) | Erzherzog Ferdinand von Österreich-Este (1821–1849) ⚭ 1847 Erzherzogin Elisabeth Franziska Maria von Österreich (1831–1903) | Herzog Rudolf von Croÿ Prinz von Solre (1823–1902) ⚭ 1853 Prinzessin Nathalie de Ligne (1835–1863) | Herzog Engelbert August von Arenberg (1824–1875) ⚭ Prinzessin Maria Eleonore von Arenberg (1845–1919) | ⚭ | ⚭ | Großherzog Adolf I. von Luxemburg (1817–1905) ⚭ 1851 Prinzessin Adelheid Marie von Anhalt-Dessau (1833–1916) | König Michael I. von Portugal (1802–1866) ⚭ 1851 Prinzessin Adelheid von Löwenstein-Wertheim-Rosenberg (1831–1909) |
| Urgroßeltern                                          | König Ludwig III. (1845–1921) ⚭ 1868 Erzherzogin Marie Therese von Österreich-Este (1849–1919)               | König Ludwig III. (1845–1921) ⚭ 1868 Erzherzogin Marie Therese von Österreich-Este (1849–1919)                              | Herzog Carl Alfred von Croÿ (1859–1906) ⚭ 1888 Herzogin Ludmilla von Arenberg (1870–1953)          | Herzog Carl Alfred von Croÿ (1859–1906) ⚭ 1888 Herzogin Ludmilla von Arenberg (1870–1953)             | König Ludwig III. von Bayern (siehe links) ⚭ 1868 Erzherzogin Marie Therese von Österreich-Este (siehe links) | König Ludwig III. von Bayern (siehe links) ⚭ 1868 Erzherzogin Marie Therese von Österreich-Este (siehe links) | Großherzog Wilhelm IV. von Luxemburg (1852–1912) ⚭ 1893 Prinzessin Maria Anna von Portugal (1861–1942)       | Großherzog Wilhelm IV. von Luxemburg (1852–1912) ⚭ 1893 Prinzessin Maria Anna von Portugal (1861–1942)             |
| Großeltern                                            | Prinz Franz Maria Luitpold von Bayern (1875–1957) ⚭ 1912 Prinzessin Isabella von Croÿ (1890–1982)            | Prinz Franz Maria Luitpold von Bayern (1875–1957) ⚭ 1912 Prinzessin Isabella von Croÿ (1890–1982)                           | Prinz Franz Maria Luitpold von Bayern (1875–1957) ⚭ 1912 Prinzessin Isabella von Croÿ (1890–1982)  | Prinz Franz Maria Luitpold von Bayern (1875–1957) ⚭ 1912 Prinzessin Isabella von Croÿ (1890–1982)     | Kronprinz Rupprecht von Bayern (1869–1955) ⚭ 1921 Prinzessin Antonia von Luxemburg (1899–1954)                | Kronprinz Rupprecht von Bayern (1869–1955) ⚭ 1921 Prinzessin Antonia von Luxemburg (1899–1954)                | Kronprinz Rupprecht von Bayern (1869–1955) ⚭ 1921 Prinzessin Antonia von Luxemburg (1899–1954)               | Kronprinz Rupprecht von Bayern (1869–1955) ⚭ 1921 Prinzessin Antonia von Luxemburg (1899–1954)                     |
| Eltern                                                | Ludwig Karl Maria von Bayern (1913–2008) ⚭ 1950 Irmingard von Bayern (1923–2010)                             | Ludwig Karl Maria von Bayern (1913–2008) ⚭ 1950 Irmingard von Bayern (1923–2010)                                            | Ludwig Karl Maria von Bayern (1913–2008) ⚭ 1950 Irmingard von Bayern (1923–2010)                   | Ludwig Karl Maria von Bayern (1913–2008) ⚭ 1950 Irmingard von Bayern (1923–2010)                      | Ludwig Karl Maria von Bayern (1913–2008) ⚭ 1950 Irmingard von Bayern (1923–2010)                              | Ludwig Karl Maria von Bayern (1913–2008) ⚭ 1950 Irmingard von Bayern (1923–2010)                              | Ludwig Karl Maria von Bayern (1913–2008) ⚭ 1950 Irmingard von Bayern (1923–2010)                             | Ludwig Karl Maria von Bayern (1913–2008) ⚭ 1950 Irmingard von Bayern (1923–2010)                                   |
| Luitpold Rupprecht Heinrich Prinz von Bayern (* 1951) | | | | | | | | |